# Helictopleurus pseudoniger
Helictopleurus pseudoniger är en skalbaggsart som beskrevs av Olivier Montreuil 2005. Helictopleurus pseudoniger ingår i släktet Helictopleurus och familjen bladhorningar. Inga underarter finns listade i Catalogue of Life.